# Beaverton (Michigan)
Beaverton é uma cidade localizada no estado americano de Michigan, no Condado de Gladwin.

## Demografia
Segundo o censo americano de 2000, a sua população era de 1106 habitantes. 
Em 2006, foi estimada uma população de 1105, um decréscimo de 1 (-0.1%).

## Geografia
De acordo com o United States Census Bureau tem uma área de 
3,4 km², dos quais 2,8 km² cobertos por terra e 0,6 km² cobertos por água.

## Localidades na vizinhança
O diagrama seguinte representa as localidades num raio de 32 km ao redor de Beaverton. 